# Sanpo suru shinryakusha
Sanpo suru shinryakusha é um filme de drama japonês de 2017 dirigido e escrito por Kiyoshi Kurosawa. Protagonizado por Masami Nagasawa e Ryuhei Matsuda, estreou no Festival de Cannes 2017, no qual competiu para Un certain regard.

## Elenco
- Masami Nagasawa - Narumi Kase
- Ryuhei Matsuda - Shinji Kase
- Hiroki Hasegawa - Sakurai
- Mahiro Takasugi - Amano
- Yuri Tsunematsu - Akira Tachibana
- Atsuko Maeda - Asumi Kase
- Shinnosuke Mitsushima - Maruo
- Kazuya Kojima - Detective Kurumada
- Ken Mitsuishi - Suzuki
- Masahiro Higashide
- Kyōko Koizumi
- Takashi Sasano